# ナタリヤ・シャホフスカ
ナタリヤ・ボフダニウナ・シャホフスカ（ウクライナ語: Наталія Богданівна Шаховська, 英語: Nataliya Shakhovska, 1978年12月2日 - ）は、ウクライナの情報科学者、工学博士、教授。リヴィウ工科大学の人工知能システム学科長および同大学の学長（2025年より）を務める。専門は人工知能、ビッグデータ解析、意思決定支援システム、分散型情報システムの設計である。

## 経歴
1978年12月2日、ウクライナのリヴィウに生まれる。1995年にリヴィウ工科大学の情報システム・ネットワーク学科に入学し、2000年に「意思決定支援システム」の専攻で修士号を取得。
2001年から2007年まで同大学の情報システム・ネットワーク学科で助教として勤務。2007年に候補者論文「データウェアハウスにおける不確実性のモデル化」を دفاعし、工学博士号（候補）を授与される。2007年から2013年まで准教授を務め、2012年に博士論文「複雑な情報システムにおけるデータ空間の組織化」を完成させ、工学博士号を取得。
2013年から2018年まで情報システム・ネットワーク学科の教授および同大学コンピュータ科学・情報技術研究所の学部長を務める。2018年7月、新設された人工知能システム学科の学科長に就任。2025年よりリヴィウ工科大学の学長に選出された。

## 学術活動
シャホフスカは、ビッグデータ解析、人工知能、意思決定支援システム、データ統合・集約手法、不確実性解消手法、分散型情報システムの設計を専門とする。2016年より国際会議「Computer Sciences and Information Technologies (CSIT)」の共同主催者を務め、論文はScopusおよびWeb of Scienceでインデックスされている。2018年からは国際ワークショップ「Informatics and Data-Driven Medicine (IDDM)」を主催し、ScopusおよびDBLPにインデックスされる論文を発表。
教育活動では、以下の講義を担当：
- リヴィウ工科大学：ゲーム応用における人工知能
- ウッチ大学（ポーランド）：ビッグデータ処理
- ヴュルツブルク大学（ドイツ）：ニューロコントローラ
- ブィドゴシュチュ経済大学（ポーランド）：人工知能、知的支援システム

国際プロジェクト「Hub-laboratory Internet of Things」（Horizon 2020プログラム）の科学コーディネーターを務め、2018年までに7名の博士候補者を指導（例：シュヴォロブ・イリーナ、ボリュバシュ・ユーリー）。

### 主要な学術業績
シャホフスカは300以上の学術論文を発表し、ScopusやGoogle Scholarで引用されている。代表的な論文には以下がある：
- Shakhovska, N., Vovk, O., Kryvenchuk, Y. (2018). "Uncertainty reduction in Big data catalogue for information product quality evaluation." Eastern European Journal of Enterprise Technologies, 1(2-91), 12-20. DOI: 10.15587/1729-4061.2018.123064
- Shakhovska, N., Boyko, N., Pukach, P. (2018). "The Information Model of Cloud Data Warehouses." Advances in Intelligent Systems and Computing, 182–191. DOI: 10.1007/978-3-030-01069-0_38

また、モノグラフや教科書の編集者として、Springerの「Advances in Intelligent Systems and Computing」シリーズ（2017年、2018年、2019年）を主導。

### 国際会議
- 2015年：国際会議「Computational Problems of Electrical Engineering」（キー・スピーカー）
- 2016年：ビジネスフォーラム「BIT-2016」（主要スピーカー、テーマ：IoTハブ研究所）
- 2016–2019年：国際会議（キプロス、ギリシャ、モロッコ、日本、ベトナム、インドネシア）のプログラム委員を歴任。

## 受賞
- リヴィウ州科学者賞：地域の社会経済発展と科学者の国際的評価への貢献。
- 2011年：国家教育・科学の発展に対する功績で名誉証書。
- 2013年：科学の日に際し、科学的貢献に対する感謝状。
- リヴィウ工科大学：新教育プログラム「システム工学（IoT）」の開発に対する感謝状。

## 社会活動
シャホフスカは、リヴィウ工科大学、ウクライナ起業家協会、リヴィウ州政府の三者間覚書を主導し、インダストリー4.0センターの設立を推進。2015年にはモチベーション番組「Люди дії」に出演。2018年以降、ドイツやノルウェーの教授、国内のIT企業を招いた人工知能に関するセミナーや講義を主催。

## 私生活
夫はロマン・シャホフスキー、娘が1人いる。